# Rhee Won-il
Rhee Won-il (* 2. November 1960 in Seoul, Südkorea; † 11. Januar 2011 ebenda) war ein international tätiger Kurator.
Der Schwerpunkt von Rhees Arbeit lag in der Vermittlung und Präsentation von zeitgenössischer moderner Kunst, insbesondere an den Schnittstellen von asiatischer Kunst und Medienkunst.
Rhee organisierte und kuratierte weltweit teilweise vielbeachtete Ausstellungen. Besonders intensiv war seine Zusammenarbeit mit dem Karlsruher ZKM und dem Museum of Modern Art New York.

## Kuratierte Ausstellungen (Auswahl)
- MediaCity Seoul 2002, 2006, Südkorea
- Digital Sublime, 2004, Taipei MOCA, Taiwan
- Gwangju Biennial 2004, Südkorea
- Shanghai Biennial 2006, China
- "Thermocline of Art. New Asian Waves", 2007, ZKM | Center for Art and Media, Germany
- BIACS 3 - 3rd International Biennial of Seville "YOUniverse", 2008, Spain
- DIGIFESTA 2010, Gwangju Biennial, Südkorea
- Nanjing Documenta 2010, China
- Prague Biennial, 2009–2013, Czech Republic
- Vancouver Olympic Sculpture Biennial 2009–2011, Canada
- BSI AG Lugano, Switzerland; Asia Editor, Flash Art, Milan, New York

## Veröffentlichungen
- 2007: Thermocline of Art: New Asian Waves, gemeinsam mit Peter Weibel und Gregor Jansen, ISBN 978-3-7757-2073-1